# Medicine at Midnight
Medicine at Midnight -en español: Medicina a medianoche- es el décimo álbum de estudio de la banda estadounidense Foo Fighters. El álbum estuvo originalmente programado para lanzarse en el 2020, sin embargo el álbum se retrasó hasta el 5 de febrero de 2021 donde fue publicado. Se lanzaron tres sencillos antes del lanzamiento del álbum: «Shame Shame», «No Son of Mine» y «Waiting on a War». Este fue el último álbum de Foo Fighters que presentó al baterista Taylor Hawkins antes de su muerte en 2022.

## Antecedentes
Después de lanzar su noveno álbum de estudio, Concrete and Gold en 2017, y de realizar una extensa gira detrás de él durante gran parte de 2018, los Foo Fighters anunciaron que se tomarían un descanso en octubre de 2018, y el líder Dave Grohl dijo que aunque necesitaban un descanso, él ya tenía algunas ideas iniciales para el próximo álbum de la banda. La pausa duraría menos de un año, ya que en agosto de 2019, el baterista Taylor Hawkins informó que Grohl ya había estado probando material por sí mismo, y que el resto de los miembros planeaban comenzar a contribuir poco después. La banda comenzó a grabar colectivamente para el álbum en octubre de 2019. Al mes siguiente, Grohl describió a la banda como "justo en el medio" del proceso de grabación, y que el álbum sonaba "jodidamente extraño".
El álbum fue grabado en una casa grande y antigua de la década de 1940 en Encino, Los Ángeles. Las sesiones de grabación procedieron rápidamente, algo que Grohl atribuyó a dos cosas: que el material progresaba rápidamente y que estaban grabando en un entorno donde seguían sucediendo cosas extrañas.

## Composición y temas
Grohl comparó el sonido del álbum con el álbum Let's Dance del británico David Bowie, y él explicó que "no es como un disco de EDM, disco o dance moderno", sino más bien "este disco realmente divertido y divertido" que está "lleno de himnos, enormes, canciones de rock para cantar". Hawkins describió el álbum como más "orientado al pop" que los lanzamientos anteriores, diferente de su sonido post-grunge habitual. También señaló el uso de un bucle de batería en el álbum, otro rasgo atípico de la banda. Una canción del álbum contiene un riff de guitarra que Grohl escribió hace 25 años en Seattle, pero nunca pudo encontrar una canción para usarla hasta ahora.

## Lanzamiento y promoción
En febrero de 2020, la banda anunció "The Van Tour 2020", una gira musical del 25 aniversario en la que la banda tocaría en todas las mismas ciudades que la banda había hecho veinticinco años antes en su primera gira por América del Norte, solo en lugares más grandes. Si bien la gira estaba programada originalmente para abril y mayo de 2020, la pandemia de COVID-19 obligó a la banda a retrasar la gira hasta octubre y diciembre del mismo año. En mayo de 2020, la banda anunció que habían retrasado indefinidamente el álbum, mientras la banda descubre cómo promocionar y vender el álbum después de la pandemia.
Las promociones se recuperaron nuevamente en noviembre del mismo año. La banda anunció que actuarían en el episodio del 7 de noviembre de Saturday Night Live. Al acercarse a la actuación, comenzaron a burlarse de nuevos fragmentos musicales de una canción en sus plataformas de redes sociales. El 7 de noviembre, la banda lanzó el primer sencillo, "Shame Shame". El 1 de enero de 2021, la banda lanzó el segundo sencillo del álbum, "No Son of Mine". El 14 de enero de 2021, la banda lanzó el tercer sencillo, "Waiting on a War". Otros sencillos lanzados después del lanzamiento del álbum fueron "Chasing Bird", "Making a Fire" y "Love Dies Young".

## Lista de canciones
| Medicine at Midnight |                        |          |  |
| N.º                  | Título                 | Duración |  |
| 1.                   | «Making a Fire»        | 4:15     |  |
| 2.                   | «Shame Shame»          | 4:17     |  |
| 3.                   | «Cloudspotter»         | 3:53     |  |
| 4.                   | «Waiting on a War»     | 4:13     |  |
| 5.                   | «Medicine at Midnight» | 3:29     |  |
| 6.                   | «No Son of Mine»       | 3:28     |  |
| 7.                   | «Holding Poison»       | 4:24     |  |
| 8.                   | «Chasing Birds»        | 4:12     |  |
| 9.                   | «Love Dies Young»      | 4:21     |  |

## Personal
Foo Fighters
- Dave Grohl – Voz principal y guitarra.
- Chris Shiflett – Guitarra.
- Pat Smear – Guitarra.
- Nate Mendel – Bajo.
- Taylor Hawkins – Batería y percusión.
- Rami Jaffee – Teclados.

Otros músicos
- Barbara Gruska – Coros.
- Samatha Sidley – Coros.
- Laura Mace – Coros.
- Inara George – Coros.
- Violet Grohl – Coros.
- Omar Hakim – Percusión.